# Штепханскирхен
Штепханскирхен (њем. Stephanskirchen) општина је у њемачкој савезној држави Баварска. Једно је од 46 општинских средишта округа Розенхајм. Према процјени из 2010. у општини је живјело 9.856 становника. Посједује регионалну шифру (AGS) 9187177.

## Географски и демографски подаци
Штепханскирхен се налази у савезној држави Баварска у округу Розенхајм. Општина се налази на надморској висини од 476–502 метра. Површина општине износи 26,5 km². У самом мјесту је, према процјени из 2010. године, живјело 9.856 становника. Просјечна густина становништва износи 372 становника/km².